# Irina Margareta Nistor
Irina Margareta Nistor (Bucarest, 26 de març de 1957) és una traductora romanesa i crítica de pel·lícules.
Irina Nistor va treballar com a traductora de programes de televisió a Romania sota el règim comunista, i és coneguda per doblar en secret més de 3.000 pel·lícules de contraban de l'oest en VHS. Durant la Guerra Freda, aquestes cintes es van difondre ràpidament per tot Romania, i la seva veu es va estendre per tot el país. En un vídeo recent de The New York Times sobre Irina Nistor, un dels entrevistats observa: "vam començar per preguntar-nos per què totes les pel·lícules van ser batejades per la mateixa veu… (la de Nistor) és la més veu coneguda dins Romania després de la de Ceausescu…”
Irina Nistor va treballar per la Televisió Romanesa des de 1980 fins a 1999, primer com a traductora de pel·lícules, i després com a productora de programes. En el 1993, va produir per a TV5 Europa, en francès, un programa d'una hora anomenat “El Cinema Romanès després de 1989”.
Nistor és presentada en el documental Chuck Norris vs. Communism, dirigit per Ilinca Calugareanu. La pel·lícula va ser projectada al festival de cinema europeu d'Hawaii el 17 d'octubre de 2015. La pel·lícula també va ser projectada en el Cinequest Film Festival de 2016, a San José (Califòrnia), EUA. Actualment està disponible a la plataforma de reproducció en temps real Netflix
Nistor encara és activa a la indústria de pel·lícules romaneses. Durant nou anys, ha presentat un programa setmanal d'una hora cada diumenge en Guerrilla Radiofònica, La Veu de les Pel·lícules. En el 2006 va publicar un llibre sobre el seu mentor, D.Jo. Suchianu, un crític de pel·lícules. Va ser assessora d'HBO i membre del jurat en procediments de finançament del cinema del Fons Nacional Romanès de Cinematografia. També ha estat en el selector de pel·lícules pel festival de cinema internacional DaKINO.
El 2021 va rebre l'Ordre de les Arts i les Lletres de la República Francesa en el grau d'oficial. Al gener de 2023 va ser condecorada amb l'Orde del Mèrit Cultural de Romania en el rang de cavaller. El 30 de març de 2023 va rebre l'Orde de la Corona de Romania amb el rang de cavaller.